# Marzena Brzóstowicz
Marzena Brzóstowicz (ur. 31 grudnia 1964 w Grodzisku Wlkp.) − polska wokalistka, autorka tekstów i muzyki.

## Działalność artystyczna
Jest kompozytorką i autorką większości tekstów, które znajdują się na jej albumach. Zadebiutowała w 1991 roku w programie Zbigniewa Górnego „Śpiewać każdy może” a wcześniej brała udział w wielu przeglądach i konkursach muzycznych. Po udziale w programie TV rozpoczęła pracę nad materiałem muzycznym na swój pierwszy album. W 1994 roku jej pierwsze zarejestrowane w studiu piosenki można było usłyszeć w jednej z lokalnych rozgłośni radiowych w Poznaniu. W 1996 ukazał się singiel "Jesteś ze mną wciąż", zapowiadający jej pierwszy album. Utwór trafił do wszystkich rozgłośni radiowych w kraju i znalazł się na ponad 60 playlistach. Kolejny singiel wydany po kilku miesiącach nosił tytuł "Jesteś czarodziejem" i tak jak i poprzedni, przez wiele tygodni gościł na antenach większości stacji radiowych. W tym samym roku powstał teledysk promujący album "Ona i on".
W kolejnych latach Marzena Brzóstowicz występowała z repertuarem własnym jak również innych wykonawców, śpiewając covery. W 2002 roku artystka rozpoczęła współpracę z Mirosławem Hoduniem, muzykiem grupy Sixteen. Pierwszym owocem tej współpracy były kolędy nagrane i wydane w 2002 roku. Płyta rozeszła się w kilkutysięcznym nakładzie dołączona do czasopisma muzycznego. Pod koniec 2004 roku powstała reedycja tychże kolęd, a krążek rozesłany został do stacji radiowych w kraju oraz do rozgłośni polonijnych. Od 2003 roku Marzena Brzóstowicz wraz z Mirosławem Hoduniem zaczęła pracować nad swoim drugim albumem, który został wydany w lutym 2005 roku. Album "Co dzień co noc" promowały aż 4 single. Do piosenki tytułowej nakręcono Video klip. Na tę płytę kilka utworów skomponował znany muzyk-kompozytor Grzegorz Kloc a kilka tekstów napisała Olga Pruszkowska-Kloc. Już pod koniec roku 2005 artystka rozpoczęła pracę nad kolejnym, trzecim już albumem. Tak jak w przypadku poprzedniej płyty producentem był Mirosław Hoduń. Pierwsza piosenka zwiastująca ten album trafiła do stacji radiowych na początku 2006 roku i nosiła tytuł "Nic nie zdarzy się drugi raz". Po około dwóch latach pracy w październiku 2007 roku ukazał się album "To, co napiękniejsze", promowany singlem "Czekam na tę chwilę". Na albumie oprócz piosenek autorskich znalazły się dwa bardzo znane covery SOS z repertuaru zespołu Abba oraz "Jesteś lekiem na całe zło" z repertuaru Krystyny Prońko. Po dwóch latach od wydania trzeciej płyty Marzena Brzóstowicz zaczęła zbierać materiał na nowy, czwarty album, który ukazał się pod koniec 2012 i nosił tytuł "To, co przed dami". Na płycie tej znalazło się 12 piosenek pośród których znalazł się przebój z lat 70. "Radość o poranku". Płytę promowała piosenka "Halo, Halo! To tylko ja" oraz piosenka tytułowa albumu, do której nakręcono teledysk. Na początku grudnia 2013 roku Marzena Brzóstowicz przygotowała piosenkę świąteczną "W te świąteczne dni". Do piosenki tej również nakręcono teledysk. Pod koniec czerwca 2015 roku, swoją premierę miał singiel pt: „Więcej nie powiem nic”, a w maju 2016 roku artystka nawiązała współpracę ze znanym, kompozytorem, gitarzystą, producentem muzycznym Tomaszem Lubertem. Wynikiem rozpoczętej współpracy jest nowa piosenka kompozycji Tomasza Luberta, do której Marzena Brzóstowicz napisała słowa. Utwór nosi tytuł Twoja samotność i miał swoją premierę 10.10.2016. Pod koniec 2017 roku Marzena Brzóstowicz, przygotowała dla swoich fanów niespodziankę w postaci remiksu piosenki „Niewypowiedziane słowa”, która pochodzi z albumu To, co przed nami. W listopadzie 2020 roku ukazała się cyfrowa wersja piątego w dorobku artystycznym albumu artystki pt: Najlepsze Chwile. Od stycznia 2024 roku artystka rozpoczęła pracę nad nowym materiałem muzycznym, który ukazał się w postaci EP - 03.03.2025 roku. Na mini albumie: W podróży życia, znalazło się 6 nowych piosenek.  

## Dyskografia
| Rok  | Tytuł                |
| ---- | -------------------- |
| 1996 | Ona i on             |
| 2005 | Co dzień co noc      |
| 2007 | To co najpiękniejsze |
| 2012 | To co przed nami     |
| 2020 | Najlepsze Chwile     |
| 2025 | W podróży życia      |

| Rok  | Tytuł                          |
| ---- | ------------------------------ |
| 1996 | Jesteś ze mną wciąż            |
| 1996 | Jesteś czarodziejem            |
| 2003 | Wołam cię                      |
| 2004 | Miłość jest drogowskazem       |
| 2004 | Trafiłam na twój ślad          |
| 2005 | Co dzień co noc                |
| 2007 | Czekam na tę chwilę            |
| 2009 | Połączmy żywioły w nas         |
| 2012 | Halo! Halo! To tylko ja        |
| 2015 | Więcej nie powiem nic          |
| 2016 | Twoja samotność                |
| 2017 | Niewypowiedziane Słowa (Remix) |
| 2019 | Świąteczny czar                |
| 2020 | W labiryncie zdarzeń           |
| 2024 | Lepszy Ty                      |
| 2024 | Po co to było                  |
| 2024 | Nie zapomnę nie zapomnisz      |